# Георгий II Гуриели
Георгий II Гуриели (груз. გიორგი II გურიელი; ум. 1600) — владетельный князь (мтавар) Гурии с 1564 по 1583 год и повторно с 1587 по 1600 год. Правление Георгия II было отмечено конфликтом с княжеским родом Дадиани, правившим в соседней Мегрелией, а также растущей мощью Османской империи в регионе. Его правление в Гурии было прервано на период 1583—1587 годов, когда в его владения вторглись мегрелы, но Георгий II смог вернуться их себе при поддержке османов.

## Биография
Георгий II Гуриели унаследовал титул князя Гурии после смерти своего отца Ростома в 1564 году. Весь период его правления был отмечен политическими распрями, территориальными спорами, заговорами и контрзаговорами, завистью и враждой между правителями раздробленной Грузии. Всё это происходило на фоне экспансии Османской империи в западную Грузию и османо-сефевидского противостояния на Кавказе. В современной историографии ему иногда присваивается порядковый номер «III» в силу того, что он был третьим Георгием Гуриели, известным в истории (первым из них был сын Кахабера I Гуриели, живший в XIV веке, а второй — Георгий Гуриели, правивший в Гурии с 1483 по 1512 год).
В 1568 году Георгий II Гуриели поддержал своего номинального сюзерена, имеретинского царя Георгия III, в его конфликте с Леваном I Дадиани, который был изгнан из Мегрелии. Помимо политических и территориальных споров, конфликт между Гуриели и Дадиани имел и личные аспекты: гордость семьи Гуриели была задета разрывом Георгия Дадиани, сына Левана I, с сестрой Георгия II Гуриели. Последний ответил на это тем, что женился, а затем развёлся с дочерью Левана I. Свергнутые же Дадиани вернулись с османским войском и вынудили Гуриели купить мир за 10 000 дирхамов.
Вскоре после смерти Левана I в 1572 году Георгий II Гуриели вторгся в Мегрелию и сверг Георгия Дадиани, преемника Левана I и своего бывшего зятя, передав трон Мегрелии Мамии IV Дадиани, которому он затем отдал в жёны свою сестру. Имеретинский царь вмешался в их дела в 1578 году и, добившись территориальных уступок от Георгия Дадиани, добился соглашения между двумя враждовавшими Георгиями: свергнутому Дадиани было разрешено вернуться к правлению в Мегрелии в обмен на выплату компенсации Гуриели за прошлые проступки, такие как его разрыв со своей первой женой, сестрой Георгия II Гуриели. Поскольку у Георгия Дадиани не хватало денег для этой выплаты, ему пришлось отдать Гуриели Хоби на то время, пока из этого города не было полностью извлечено необходимое количество золота для погашения этого долга.
Около 1580 года Георгий II Гуриели извлёк для себя выгоду из ещё одной междоусобицы в Мегрелии. Батулия, дядя Георгия Дадиани и владетель Саджавахо, которого мегрельский правитель ранее унизил, взяв его жену, замыслил восстание против него. Дадиани вовремя успел собрать верные себе войска, и Батулия вынужден был бежать в Гурию. В обмен на фактическую сдачу мятежника Георгий II Гуриели забрал себе Саджавахо, а затем позволил людям Дадиани убить Батулию в темнице в Озургети.
В то время как грузинские правители были заняты своими междоусобицами, в 1578 году разразилась новая война между Османской империей и Сефевидской Персией. Османы, которые претендовали на власть над всей западной Грузией, вынудили имеретинского царя, Гуриели и Дадиани присоединиться к ним в войне против Картлийского царства, находившегося на стороне Сефевидов, в 1581 году. Все три османских союзника вторглись в пограничные земли Картли, обратили местных жителей в бега, сожгли опустевшие деревни и вернулись к себе обратно без потерь..
В 1582 году умер Георгий Дадиани, давний противник Георгия Гуриели, и княжеский престол Мегрелии занял его брат Мамия IV Дадиани, зять Гуриели, который убедил Георгия Гуриели захватить и заключить под стражу своего несовершеннолетнего племянника Левана. Затем Мамия IV воспользовался гибелью мальчика в результате несчастного случая (выпадения из окна) как предлогом для нападения на Гурию в 1583 году. Георгий Гуриели потерпел в этом конфликте поражение и был заменён на престоле в Гурии Вахтангом I Гуриели, протеже Дадиани. При своем бегстве из Гурии Георгию пришлось прибегнуть к помощи османов и получить убежище в Константинополе. В 1587 году, после смерти Вахтанга I, ему удалось вернуть себе власть в Гурии.
В 1589 году Георгий Гуриели вмешался в междоусобную войну в Имеретинском царстве. Там он поддерживал Баграта IV, которого он возвёл на трон Имеретии после разгрома и изгнания из Кутаиси мегрельского ставленника Ростома. Гуриели оставил в Имеретии своего сына Мамию, чтобы тот защищал Баграта IV, а сам с помощью османских войск разрушил крепость Себека, которой владел род Чиджавадзе, в имеретинских пограничных землях, на обратном пути в Гурию. Баграт IV был вскоре свергнут картлийским царём Симоном I, который стремился подчинить своей власти всю Грузию.
По данным историка XVIII века князя Вахушти Багратиони, Георгий II Гуриели умер в 1600 году, что подтверждается также одним современным тому периоду документом и является общепринятым фактом в современной науке. Но с другой стороны есть и записка, приложенная к богослужебному собранию XVII века (гулани) из монастыря Шемокмеди, называющая 1598 год датой его смерти. В качестве правителя Гурии Георгию II наследовал его сын Мамия II Гуриели.

## Семья
Георгий II Гуриели был женат дважды. Первый раз он женился приблизительно в 1566 году на дочери Левана I Дадиани, с которой потом развёлся. Около 1582 года его второй супругой стала княгиня Тамара Шервашидзе, вдова Георгия III Дадиани. У него было трое детей:
- Князь Мамия II (ум. 1625), князь Гурии (1600—1625);
- Княгиня Родам, в 1571 году вышедшая замуж за Мзечабука Джакели (ум. 1572), сына Кайхосро II Джакели, атабека Самцхе;
- Князь Малахия II (ум. 1639), католикос Абхазии (1616—1639).